# Aurelijus Skarbalius
Aurelijus Skarbalius, omtalt Auri Skarbalius, (født 12. maj 1973) er en litauisk fodboldspiller og træner.
Skarbalius blev i 1995 købt af Brøndby IF, der havde set ham i aktion for FK Inkaras Kaunas, da de to hold mødtes i UEFA Cuppen. Han spillede næste 200 kampe for Brøndby, inden han i 2005 skiftede til Herfølge Boldklub, hvor han i 2006 blev cheftræner, da Jesper Hansen forlod klubben i utide. Da Herfølge i 2009 fusionerede med Køge Boldklub fortsatte Skarbalius som træner for den nye klub, HB Køge.
1. januar 2012 skulle han efter planen have været ansat som assistenttræner i Brøndby IF. Men efter dårlige resultater i efteråret 2011 blev Henrik Jensen fyret 24. oktober 2011, og Skarbalius blev med øjeblikkelig virkning ansat som cheftræner – i første omgang indtil 31. december 2011.
I sæsonen 2012-2013 formåede han at holde Brøndby IF oppe i Superligaen og endte på en 9. plads. I juni 2013 fik klubben en ny ledelse, og denne valgte at stoppe samarbejdet med Skarbalius med øjeblikkelig virkning.
Den 10. september 2013 blev Skarbalius udnævnt til ny cheftræner i sjællandsserieklubben Haslev FC for efterårssæsonen 2013, og efter endt ophold i Haslev blev Skarbalius i februar 2014 præsenteret som træner for superligaklubben Viborg FF.
Auri sikrede 1. pladsen og oprykning til Superligaen med Viborg FF, men fik ikke sin kontrakt forlænget. Den 6. juli 2015 blev det offentliggjort, at han fra den 10. august 2015 skulle være Brøndby's nye U19 træner.
I marts 2016 blev han igen træner for Brøndbys hold i Superligaen, efter Thomas Frank havde opsagt sin stilling.